# Jedlina (Jerzmanowice)

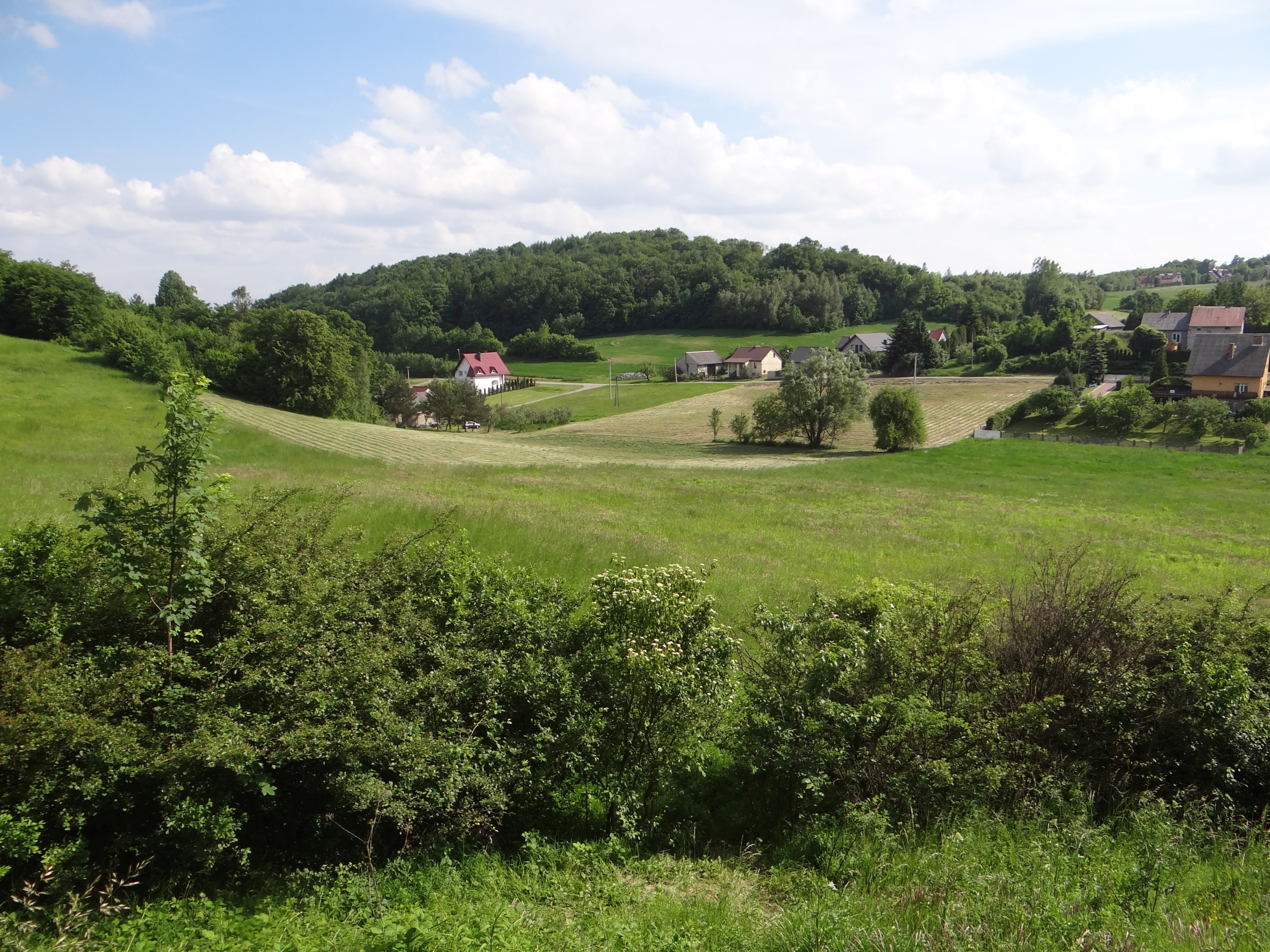
Widok spod Fiali

Jedlina (ok. 473 m) – porośnięty lasem skalisty pagór w miejscowości Jerzmanowice w województwie małopolskim, w powiecie krakowskim, w gminie Jerzmanowice-Przeginia. Znajduje się w prawych zboczach Doliny Będkowskiej. Pod względem geograficznym znajduje się w mezoregionie Wyżyny Olkuskiej będącej częścią Wyżyny Krakowsko-Częstochowskiej.
Jedlina, podobnie jak pozostałe wzniesienia Wyżyny Olkuskiej zbudowana jest z odporniejszych na wietrzenie wapieni skalistych z okresu jury późnej. Stoki północno-wschodnie porasta las, południowo-zachodnie i południowo-wschodnie, bardziej łagodne, są w większości bezleśne. Znajdują się na nich zabudowania i pola uprawne Jerzmanowic. W lesie kilka zbudowanych z wychodni wapieni. Dwie największe z nich (Paśnik i Turnia Skwira) są obiektem wspinaczki skalnej.